# Vasilīs Polymeros
Vasileios Polymeros (in greco Βασίλειος Πολύμερος?; Volos, 20 febbraio 1976) è un canottiere greco, vincitore della medaglia di bronzo nel 2 di coppia pesi leggeri a Atene 2004, assieme a Nikolaos Skiathitis e d'argento sempre nel 2 di coppia p.l. a Pechino 2008, assieme a Dimitrios Mougios.

## Palmarès
- Olimpiadi

Atene 2004: bronzo nel 2 di coppia pesi leggeri.
Pechino 2008: argento nel 2 di coppia pesi leggeri.
- Campionati del mondo di canottaggio

2001 - Lucerna: argento nel 4 di coppia pesi leggeri.
2005 - Kaizu: oro nel singolo pesi leggeri.
2007 - Monaco di Baviera: argento nel 2 di coppia pesi leggeri.
2009 - Poznań: argento nel singolo pesi leggeri.
- Campionati europei di canottaggio

2007 - Poznań: argento nel 2 di coppia pesi leggeri.
2008 - Maratona: oro nel 2 di coppia pesi leggeri.
2009 - Brėst: oro nel 2 di coppia pesi leggeri.
- Giochi del Mediterraneo

2005 - Almería: oro nel 2 di coppia pesi leggeri.
2009 - Pescara: oro nel singolo pesi leggeri.